# Carleton-Victoria
Circonscription électorale provinciale du Canada
Carleton-Victoria est une circonscription électorale provinciale du Nouveau-Brunswick représentée à l'Assemblée législative depuis 2014.

## Géographie
La circonscription comprend :
- la ville de Florenceville-Bristol ;
- les villages d'Aroostook, Perth-Andover, Centreville et Plaster Rock ;
- les communautés de Riley Brook, Oxbow, Crombie Settlement, Anderson Road, Anfield, Tilley, Carlingford, Upper Kent, Johnville, Glassville, Royalton et Juniper ;
- le village de Première Nation de Tobique.

## Liste des députés
| Législature                                                                       | Années        | Député | Député           | Parti                     |
| --------------------------------------------------------------------------------- | ------------- | ------ | ---------------- | ------------------------- |
| Edmundston-Madawaska-Centre Circonscription issue de Victoria-Tobique et Carleton |               |        |                  |                           |
| 58e                                                                               | 2014-2018     |        | Andrew Harvey    | Libéral                   |
| 59e                                                                               | 2018-2020     |        | Andrew Harvey    | Libéral                   |
| 60e                                                                               | 2020-2024     |        | Margaret Johnson | Progressiste-conservateur |
| 61e                                                                               | 2024-en cours |        | Margaret Johnson | Progressiste-conservateur |